# São Tomé
São Tomé ist die Hauptstadt des afrikanischen Inselstaates São Tomé und Príncipe und die Hauptstadt der Provinz São Tomé und des Distrikts Água Grande. Die Stadt ist nach dem heiligen Apostel Thomas benannt. Landessprache ist Portugiesisch, mit einer verhältnismäßig großen kreolischen Minderheit.

## Name
Die Stadt trägt als Hauptort der Insel São Tomé deren Namen, der nach der Entdeckung am Thomastag, den 21. Dezember 1471 durch João de Santarém im Auftrag des Pêro Escobar nach dem Tagesheiligen heiligen Apostel Thomas benannt.

## Geographie
Die Hafenstadt liegt an der Nordostküste der Insel São Tomé im Golf von Guinea nur wenige Kilometer nördlich des Äquators.
Wie auf dem Rest der Insel sind die Böden sehr fruchtbar, da die gesamte Insel aus erloschenen Vulkanen besteht.

## Geschichte
1493 übertrug der König Johann II. das Lehen für die Insel São Tomé einem Adligen namens Álvaro de Caminha, einschließlich des Rechtes, Kriminelle und Prostituierte ohne Zahlung an eine königliche Stelle zwangsweise auf die Insel zu schaffen. Nach dem spanischen Alhambra-Edikt flohen viele Juden nach Portugal, mussten hier allerdings konvertieren und ihre Kinder zur Adoption durch Katholiken freigeben. Mit zweitausend dieser jüdischen Kinder reiste Caminhos Flotte nach São Tomé. De Caminha gründete mit diesen Siedlern die erste befestigte Stadt, die 1522 zur Hauptstadt der gesamten Kolonie erhoben wurde.
Zwischen 1753 und 1852 trat São Tomé den Hauptstadtstatus an Santo António auf der Insel Príncipe ab.
Bis 1961, als alle die portugiesische Staatsangehörigkeit erhielten und bei lokalen Wahlen abstimmen konnten, waren alle Einheimischen vom Wahlrecht ausgeschlossen. Das aktive und passive Frauenwahlrecht wurde am 12. Juli 1975 eingeführt.

## Bevölkerung
Die Stadt hatte im Jahr 2004 53.300 Einwohner.

## Religion

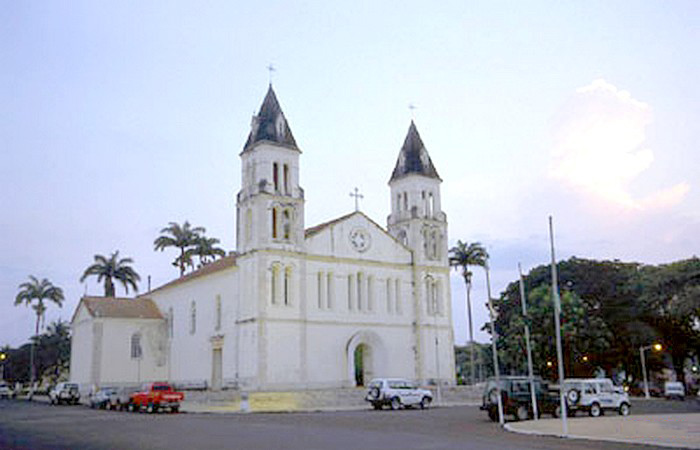
Kathedrale Nossa Senhora da Graça von São Tomé
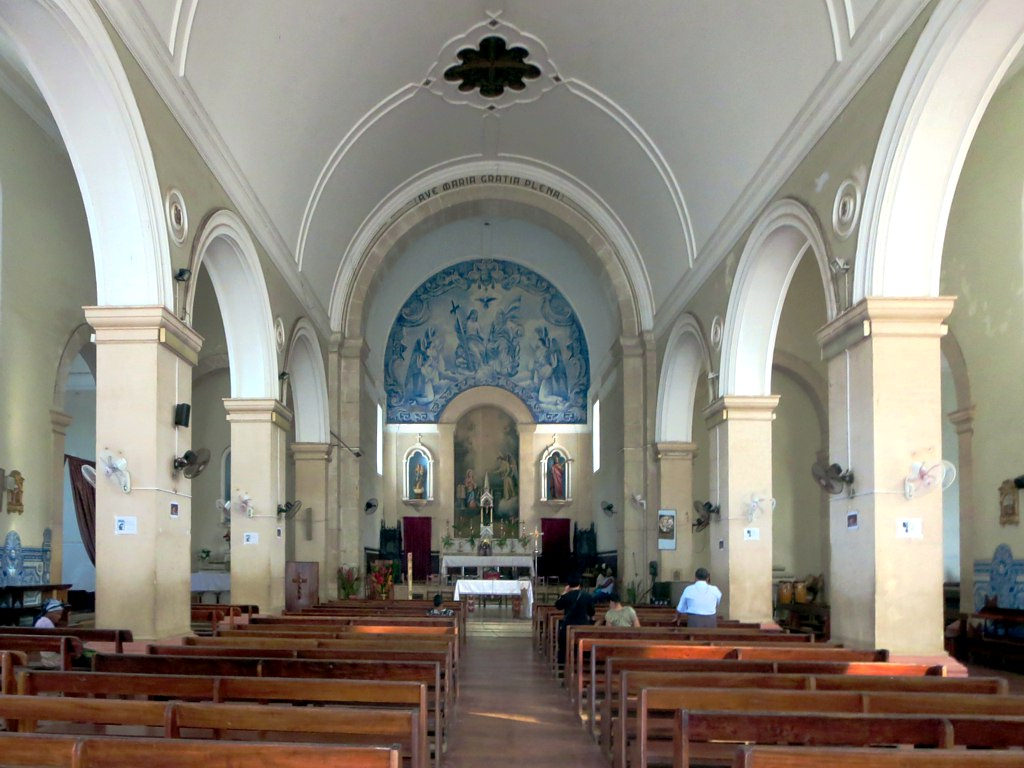
Innenansicht der Kathedrale
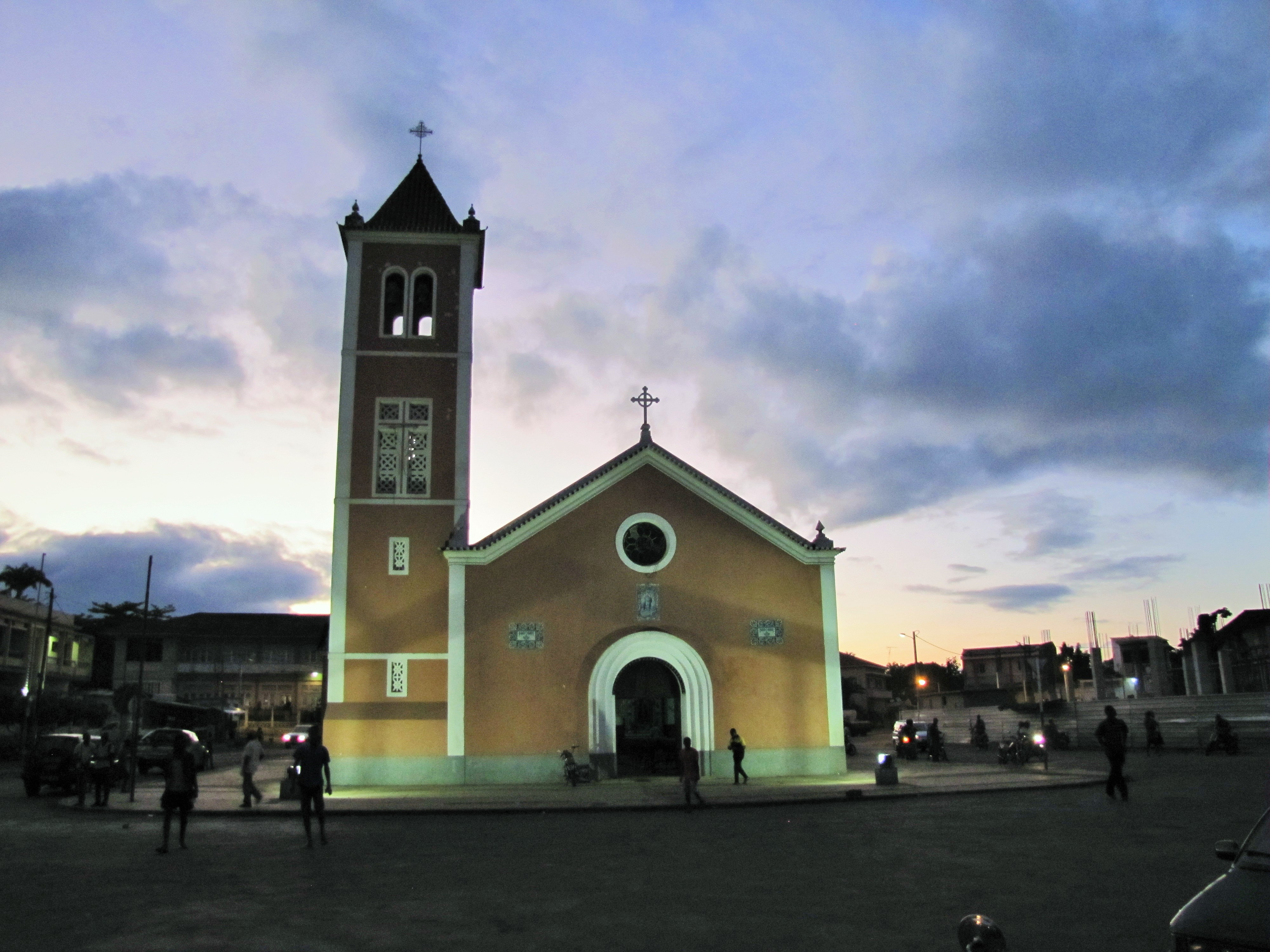
Portugiesische Kirche Nossa Senhora da Conceição
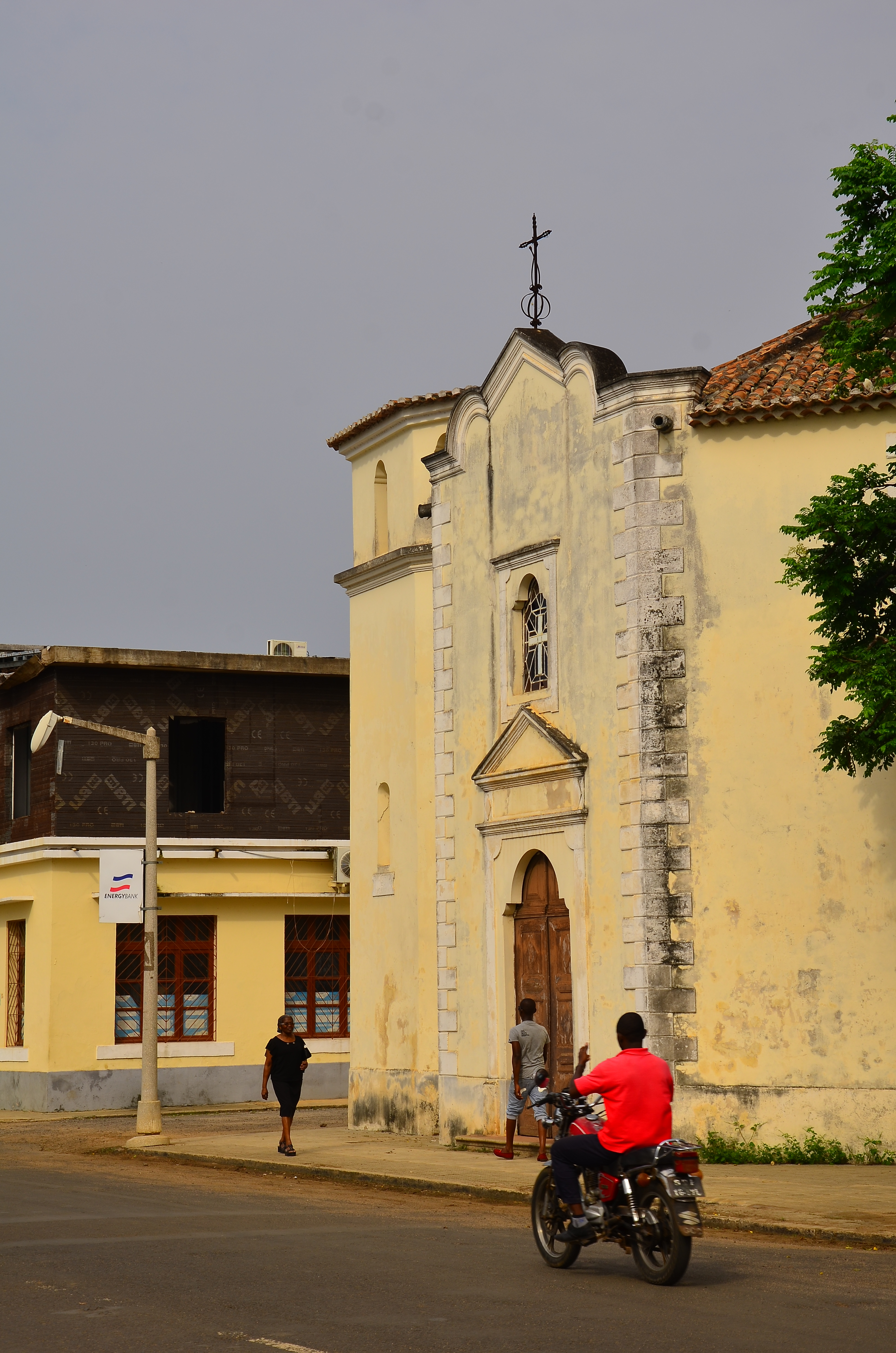
Portugiesische Kirche Bom Jesus

Die portugiesische Kolonisation ging einher mit der katholischen Mission. Bereits 1534 erhob Papst Paul III. mit der Bulle Aequum reputamus São Tomé als Suffragandiözese zum Sitz des Bistums São Tomé und Príncipe der katholischen Kirche mit der Kathedrale Nossa Senhora da Graça. Das portugiesische architektonische Erbe lässt sich an den vielen Kirchen aus der Kolonialzeit erkennen.

## Politik

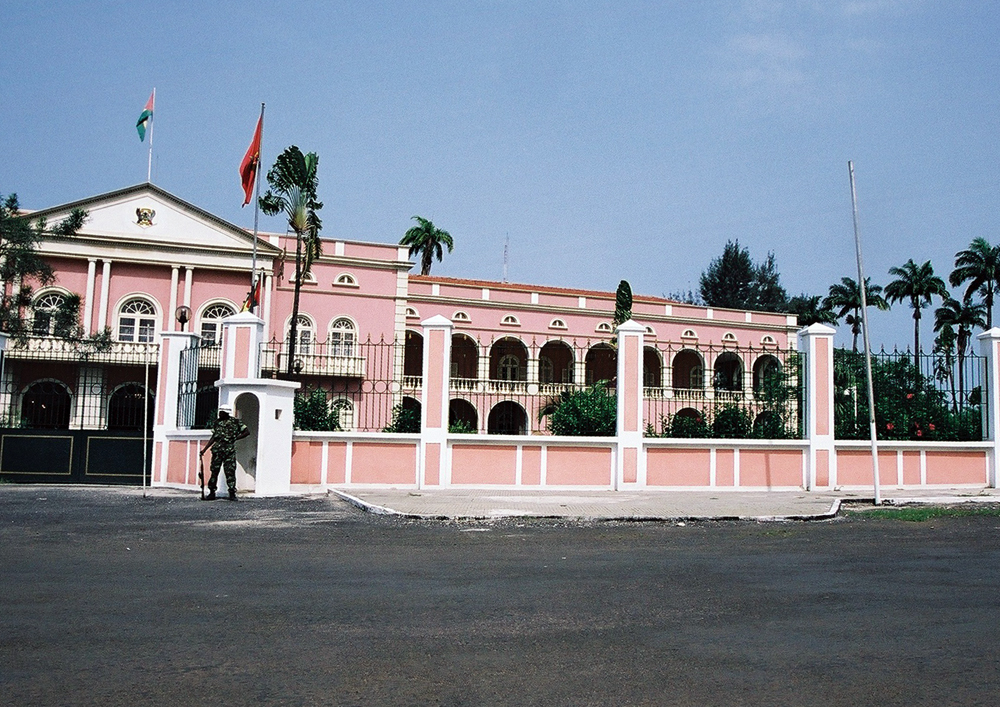
Präsidentenpalast in São Tomé

Als Hauptstadt beherbergt São Tomé den Sitz des Präsidenten. Die Assembleia Nacional de São Tomé e Príncipe hat hier ihren Sitz im Palácio dos Congressos.

## Bildung
1996 wurde hier das Polytechnikum Instituto Superior Politecnico gegründet, das 2014 in der neu gegründeten Universidade de São Tomé e Príncipe aufging.
Ab 2002 ist die Biblioteca Nacional de São Tomé e Príncipe in der Hauptstadt beheimatet.

## Wirtschaft
In der Hauptstadt sind einige Betriebe der Leichtindustrie angesiedelt, die unter anderem Ziegel, Seife und Getränke herstellen. Über den Hafen werden hauptsächlich landwirtschaftliche Produkte wie Bananen, Kakao und Kopra exportiert.

## Verkehr
Unweit der Stadt befinden sich der internationale Flughafen São Tomé, der Heimatflughafen der nationalen Fluggesellschaft STP Airways ist, die die etwa 2.000 Touristen im Jahr auf die Insel bringt. TAP Portugal fliegt einmal pro Woche ab Lissabon den Flughafen São Tomé an.
Über eine Ringstraße ist São Tomé mit den weiteren Küstenorte der Insel verbunden.

## Rundfunk
Über die bestehenden Sendeanlagen strahlt die Deutsche Welle täglich Kurzwellensendungen für Westafrika in der Sprache Hausa aus.

## Söhne und Töchter der Stadt
- José Vianna da Motta (1868–1948), portugiesischer Pianist und Komponist
- José de Sousa e Faro (1886–1962), portugiesischer Militär und Kolonialverwalter, Generalgouverneur Angolas 1930/31
- Francisco José Tenreiro (1921–1963), Lyriker, Essayist, Geograph und Politiker
- Guadalupe de Ceita (* 1929), Arzt, Schriftsteller und Politiker, bedeutender Unabhängigkeitsaktivist
- Miguel Trovoada (* 1936), Premierminister (1975–1979) und Präsident (1991–2001) von São Tomé und Príncipe
- Aurélio Martins (* 1966), Journalist, Unternehmer und Politiker, seit 2011 Präsident der MLSTP
- Nuno Espírito Santo (* 1974), portugiesischer Fußballtorwart und -trainer
- Elsa Garrido (* 1977), Politikerin und Umweltaktivistin
- Severina Cravid (* 1978), portugiesische Leichtathletin
- Naide Gomes (* 1979), portugiesische Leichtathletin
- Katya Aragão (* 1986), Filmemacherin, Produzentin und Journalistin
- Harramiz Soares (* 1990), Fußballspieler
- Joazhifel Soares (* 1991), Fußballspieler
- Olímpia Barbosa (* 1995), portugiesische Hürdenläuferin
- Gedson Fernandes (* 1999), portugiesischer Fußballspieler
- Agate de Sousa (* 2002), portugiesische Weitspringerin

## Film
- Daniel Cattier, Juan Gélas, Fanny Glissant (Regie): Menschenhandel – Eine kurze Geschichte der Sklaverei. Folge 2: 1375–1620: Für alles Gold der Welt. Frankreich, 2018. (Online bei arte-tv)